# كوسناخت
كوسناخت (بالألمانية: Küsnacht) هي إحدى بلديات مقاطعة مايلن في كانتون زيورخ في سويسرا. تُقدر مساحتها ب12.35 كيلومتر مربع، ويقدر عدد سكانها بـ 14307 نسمة (حسب تعداد ديسمبر 2017).

## أعلام
- كارل يونغ
- ماري لويز فون فرانز
- ماركوس فييرز
- سيفيرينو مينيلي
- باول سوترمايستر